# Mokra zgnilizna jabłek

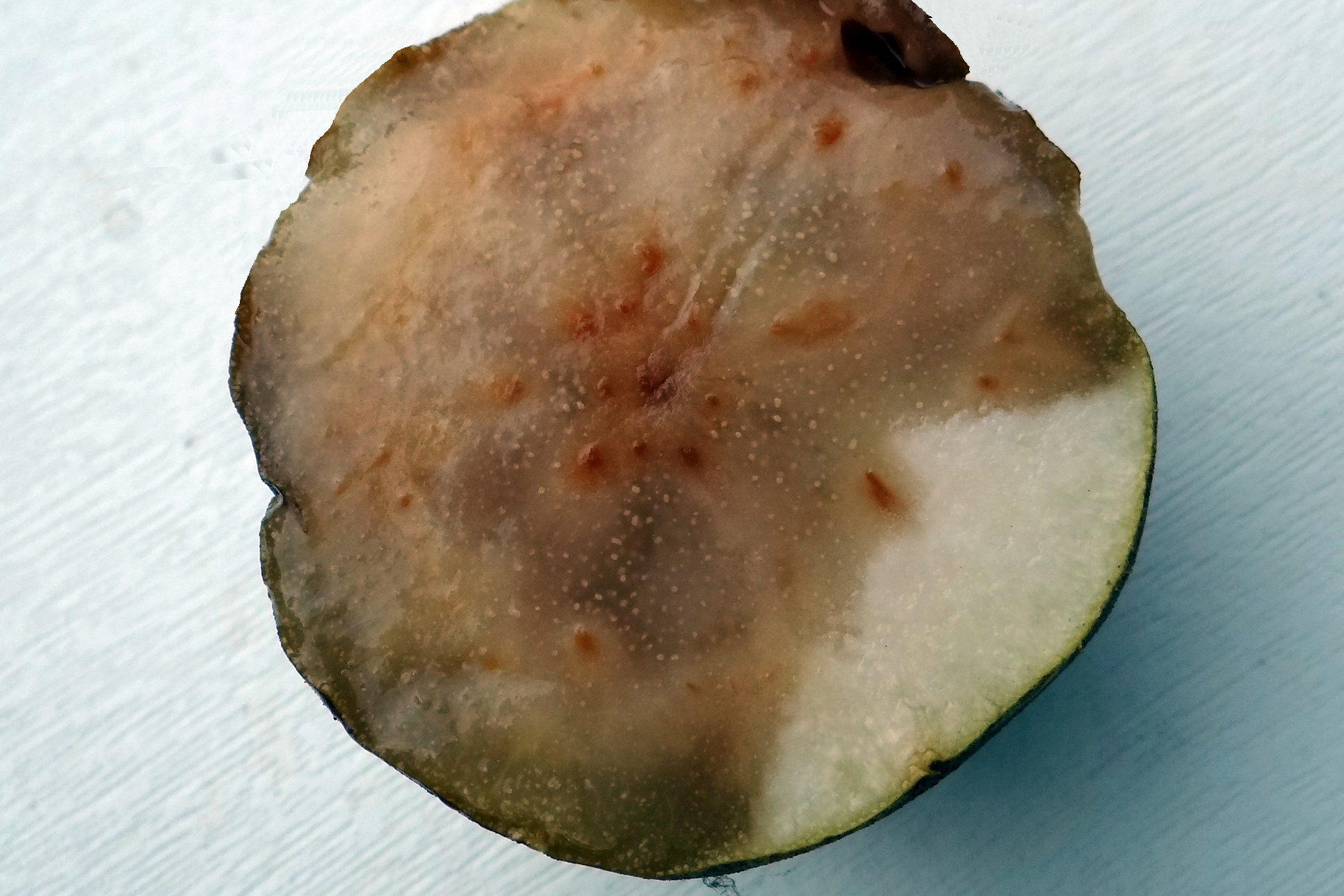
Mokra zgnilizna jabłka (przekrój owocu)

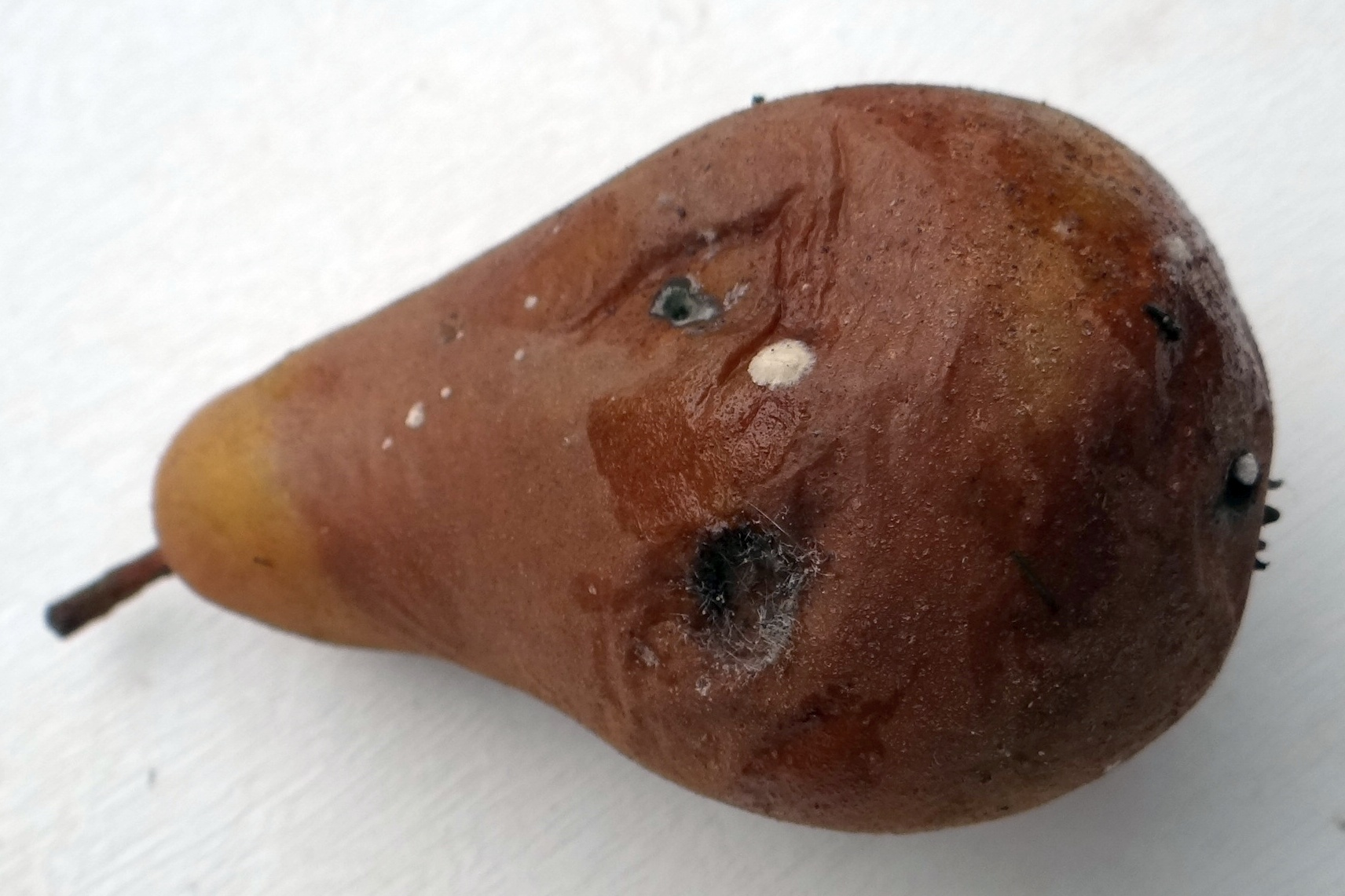
Mokra zgnilizna gruszki

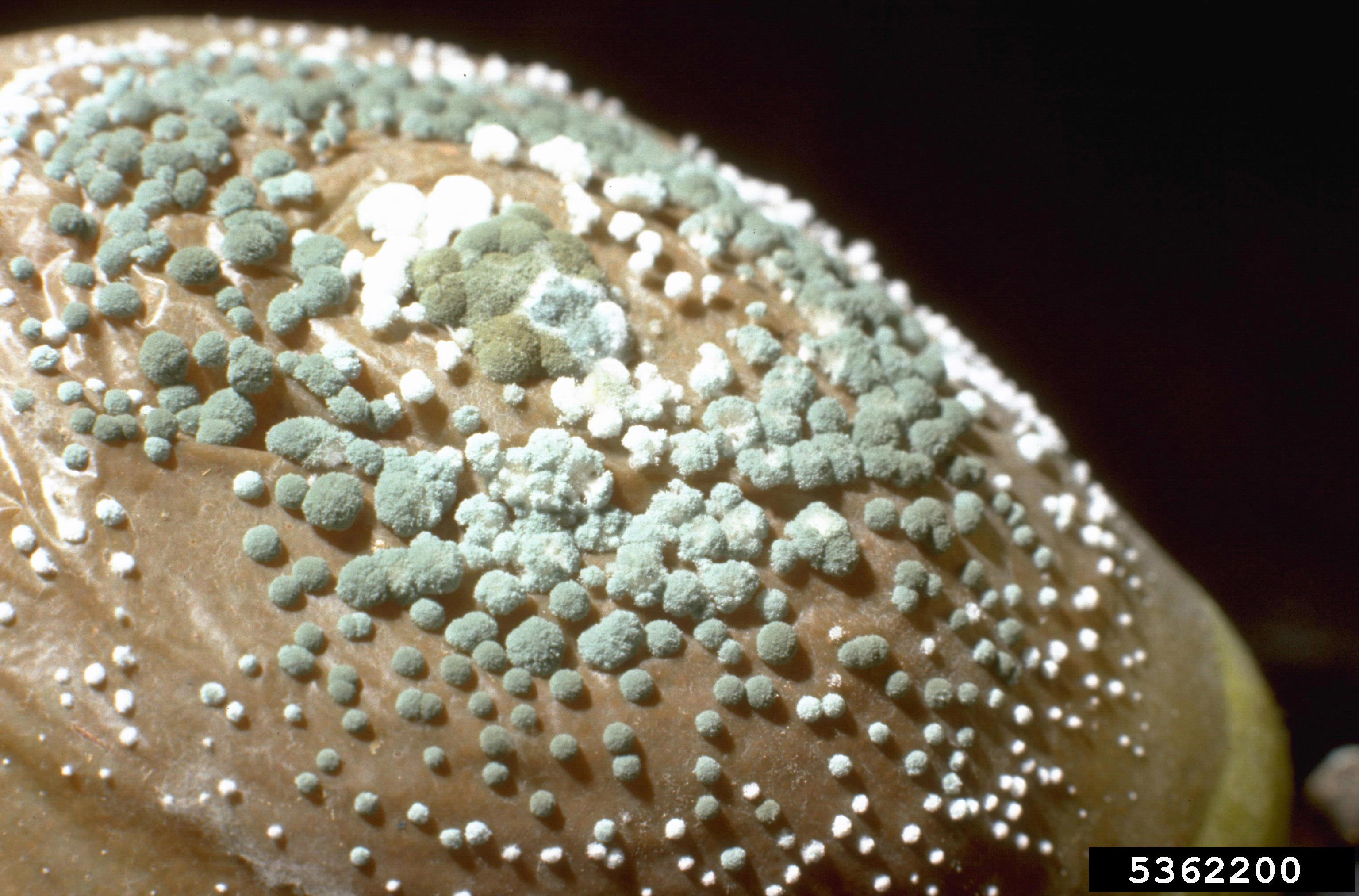
Mokra zgnilizna i zarodnikująca grzybnia na powierzchni owocu

Mokra zgnilizna jabłek (ang. blue mould of apple, soft rot of apple) – choroba wywołana przez gatunki grzybów z rodzaju Penicillium. Jest najważniejszą z przechowalniczych chorób jabłek.

## Objawy i szkodliwość
Patogen ten wnika do jabłka przez uszkodzoną skórkę lub przez przetchlinki w obitych jabłkach. Jego zarodniki występują w powietrzu, na ścianach przechowalni i na powierzchni drewnianych skrzynek, w których przechowuje się jabłka. Grzybnia patogenu rozwija się w miąższu jabłka powodując jego mokrą zgniliznę. Na powierzchni porażonego jabłka tworzą się początkowo białe, potem zielonkawe grudki. Są to sporopochia z zarodnikami grzyba. Porażony owoc staje się bardzo miękki, tak, że nawet przy słabym dotknięciu pęka. Odsłania się wówczas jego brunatny, wodnisty miąższ o przykrym zapachu. Gnicie owocu często zachodzi bardzo szybko.
Choroba rozwija się głównie po zebraniu jabłek, podczas ich przechowywania. Z tego względu zaliczana jest do tzw. chorób przechowalniczych. Jabłka porażone mokrą zgnilizną nie tylko nie nadają się do spożycia, lecz są trujące. Patogen wytwarza w nich rakotwórczą mykotoksynę o nazwie patulina. Gdy zmiana chorobowa na jabłku jest niewielka, taki owoc nadaje się jeszcze do spożycia, jeśli usuniemy jego uszkodzoną część wraz z około jednocentymetrową warstwą otaczającego go zdrowego miąższu. Jeśli jednak uszkodzenie jest większe, taki owoc nie nadaje się nawet do przetwórstwa przemysłowego.
P. expansum atakuje także wiele innych owoców, m.in. gruszki i truskawki.

## Etiologia
Mokrą zgniliznę jabłek najczęściej wywołuje Penicillium expansum, ale podawano też kilka innych gatunków: Penicillium solitum, Penicillium commune, Penicillium verrucosum i Penicillium chrysogenum. Chociaż w chłodniach owoców wzrost tych gatunków odbywa się powoli, to jednak następuje. Mogą one rozwijać się nawet w temperaturach tak niskich jak -3ºC, a zarodniki mogą kiełkować w temperaturze 0ºC. Zakażenie P. expansum może rozpocząć się natychmiast po zbiorach na świeżych ranach powstałych podczas zbioru i transportu jabłek. Uszkodzenia te rozwijają się powoli w chłodni i rozwijająca się grzybnia może wytwarzać duże ilości zarodników, które są roznoszone przez ciągłe ruchy wentylatora. Infekcje Penicillium występujące przez przetchlinki są rzadkie, ale możliwe, zwłaszcza gdy owoce są zbyt dojrzałe i przetchlinki mogą się rozpadać. W rzadkich przypadkach źródłem infekcji mogą być zainfekowane resztki kwiatów. Chociaż niektóre odmiany, takie jak 'Honeycrisp' i 'Gala', mogą wydawać się bardziej podatne na infekcje mokrą zgnilizną, wszystkie dostępne obecnie odmiany jabłek i gruszek są podatne na tę chorobę, zwłaszcza przez rany.

## Zapobieganie chorobie
Patogen wnika do jabłek głównie przez uszkodzenia skórki, dlatego też należy je ostrożnie zrywać i transportować. Ważne jest, by zebrane owoce zostały jak najszybciej przetransportowane do przechowalni. Wyposażenie linii pakującej i pomieszczenia magazynowe powinny być czyszczone i dezynfekowane przynajmniej raz w sezonie. Do dezynfekcji używa się chloru i dwutlenek chloru, nadtlenku wodoru,niektórych związków organicznych, wody elektrolizowanej i ozonu. Kosze i skrzynki do zbioru można dezynfekować środkami grzybobójczymi lub parą. Środki dezynfekujące lub fungicydy mogą być używane w dipach owocowych i łączone z aplikacjami woskowymi.
Większość obecnie stosowanych fungicydów na kilka dni przed zbiorami może nie zapewniać najwyższego poziomu skuteczności, ponieważ infekcje Penicillium zwykle występują po zbiorach. Dlatego  najskuteczniejszym chemicznym sposobem zwalczania mokrej zgnilizny jabłek pozostaje stosowanie fungicydów po zbiorach. Od dziesięcioleci fungicydy pozbiorowe są stosowane jako zraszanie owoców podczas zbiorów lub jako oprysk na linii pakowania. W ostatnich latach jednak najskuteczniejszą metodą stała się termonebulizacja (zwana również zamgławianiem na sucho). Jedną z zalet stosowania mgły jest to, że zmniejsza rozprzestrzenianie się zarodników między pojemnikami w porównaniu do sytuacji, gdy do zraszania używa się nieoczyszczonych pojemników. Chociaż aplikacja mgły nadal wymaga większej optymalizacji pod kątem innych chorób, wykazano, że ma lepszą skuteczność w walce z mokrą zgnilizną w porównaniu ze zwilżaniem. Stosuje się w tym celu fungicydy zawierające tiabendazol, pirymetanil, fludioksonil i difenokonazol. Oprócz tych czterech fungicydów do opryskiwania pozbiorowego zarejestrowany jest również kaptan. Jego skuteczność jest zadowalająca i może wystarczyć przy krótkotrwałym przechowywaniu owoców. Fungicydy pozbiorowe należy stosować wkrótce po zbiorach, ponieważ im więcej czasu upływa po zbiorach, tym większe jest ryzyko zepsucia się owoców podczas przechowywania.